# Division II Grupp B i världsmästerskapet i ishockey för herrar 2017
Division II Grupp B i världsmästerskapet i ishockey för herrar 2017 spelades 4-10 april 2017 i Auckland i Nya Zeeland. Kina vann turneringen och flyttades upp till Division II A inför Världsmästerskapet i ishockey för herrar 2018. 

## Deltagande lag
Sex lag var kvalificerade till turneringen utifrån resultaten under VM 2016.
- Kina – Nedflyttat från Division II Grupp A 2016
- Mexiko – 2:a i Division II Grupp B 2016
- Israel – 3:a i Division II Grupp B 2016
- Nya Zeeland – 4:a i Division II Grupp B 2016
- Nordkorea– 5:a i Division II Grupp B 2016
- Turkiet – Uppflyttat från Division III 2016

## Tabell
|             | S | V | ÖV | ÖF | F | GM | IM | MS  | P  |
| ----------- | - | - | -- | -- | - | -- | -- | --- | -- |
| Kina        | 5 | 5 | 0  | 0  | 0 | 29 | 12 | +17 | 15 |
| Nya Zeeland | 5 | 4 | 0  | 0  | 1 | 23 | 11 | +12 | 12 |
| Israel      | 5 | 3 | 0  | 0  | 2 | 24 | 14 | +10 | 9  |
| Nordkorea1  | 5 | 1 | 0  | 0  | 4 | 18 | 33 | −15 | 3  |
| Mexiko1     | 5 | 1 | 0  | 0  | 4 | 12 | 16 | −4  | 3  |
| Turkiet1    | 5 | 1 | 0  | 0  | 4 | 7  | 27 | −20 | 3  |

1 Inbördes möten: 1) Nordkorea 3 P +4 MS, 2) Mexiko 3 P +3 MS, 3) Turkiet 3 P -7 MS. 
| Uppflyttat till Division II A 2018 | Nedflyttat till Division III 2018 |

## Matchresultat
|  | 4 april 2017 | Mexiko                    | 5–1                       | Nordkorea                 | Paradice Botany Downs |                      |
|  |              | (1–0, 3–1, 1–0) Summering | (1–0, 3–1, 1–0) Summering | (1–0, 3–1, 1–0) Summering | Auckland Publik: 100  | Auckland Publik: 100 |
|  |              |                           |                           |                           | Auckland Publik: 100  | Auckland Publik: 100 |
|  |              |                           |                           |                           | Auckland Publik: 100  | Auckland Publik: 100 |
|  |              |                           |                           |                           | Auckland Publik: 100  | Auckland Publik: 100 |
|  |              |                           |                           |                           | Auckland Publik: 100  | Auckland Publik: 100 |
|  |              |                           |                           |                           | Auckland Publik: 100  | Auckland Publik: 100 |

|  | 4 april 2017 | Israel                    | 2–5                       | Kina                      | Paradice Botany Downs |                      |
|  |              | (1–2, 1–0, 0–3) Summering | (1–2, 1–0, 0–3) Summering | (1–2, 1–0, 0–3) Summering | Auckland Publik: 100  | Auckland Publik: 100 |
|  |              |                           |                           |                           | Auckland Publik: 100  | Auckland Publik: 100 |
|  |              |                           |                           |                           | Auckland Publik: 100  | Auckland Publik: 100 |
|  |              |                           |                           |                           | Auckland Publik: 100  | Auckland Publik: 100 |
|  |              |                           |                           |                           | Auckland Publik: 100  | Auckland Publik: 100 |
|  |              |                           |                           |                           | Auckland Publik: 100  | Auckland Publik: 100 |

|  | 4 april 2017 | Turkiet                   | 1–4                       | Nya Zeeland               | Paradice Botany Downs |                      |
|  |              | (0–1, 0–2, 1–1) Summering | (0–1, 0–2, 1–1) Summering | (0–1, 0–2, 1–1) Summering | Auckland Publik: 350  | Auckland Publik: 350 |
|  |              |                           |                           |                           | Auckland Publik: 350  | Auckland Publik: 350 |
|  |              |                           |                           |                           | Auckland Publik: 350  | Auckland Publik: 350 |
|  |              |                           |                           |                           | Auckland Publik: 350  | Auckland Publik: 350 |
|  |              |                           |                           |                           | Auckland Publik: 350  | Auckland Publik: 350 |
|  |              |                           |                           |                           | Auckland Publik: 350  | Auckland Publik: 350 |

|  | 5 april 2017 | Mexiko                    | 2–6                       | Israel                    | Paradice Botany Downs |                      |
|  |              | (0–0, 0–4, 2–2) Summering | (0–0, 0–4, 2–2) Summering | (0–0, 0–4, 2–2) Summering | Auckland Publik: 100  | Auckland Publik: 100 |
|  |              |                           |                           |                           | Auckland Publik: 100  | Auckland Publik: 100 |
|  |              |                           |                           |                           | Auckland Publik: 100  | Auckland Publik: 100 |
|  |              |                           |                           |                           | Auckland Publik: 100  | Auckland Publik: 100 |
|  |              |                           |                           |                           | Auckland Publik: 100  | Auckland Publik: 100 |
|  |              |                           |                           |                           | Auckland Publik: 100  | Auckland Publik: 100 |

|  | 5 april 2017 | Nordkorea                 | 11–3                      | Turkiet                   | Paradice Botany Downs |                      |
|  |              | (6–0, 4–2, 1–1) Summering | (6–0, 4–2, 1–1) Summering | (6–0, 4–2, 1–1) Summering | Auckland Publik: 100  | Auckland Publik: 100 |
|  |              |                           |                           |                           | Auckland Publik: 100  | Auckland Publik: 100 |
|  |              |                           |                           |                           | Auckland Publik: 100  | Auckland Publik: 100 |
|  |              |                           |                           |                           | Auckland Publik: 100  | Auckland Publik: 100 |
|  |              |                           |                           |                           | Auckland Publik: 100  | Auckland Publik: 100 |
|  |              |                           |                           |                           | Auckland Publik: 100  | Auckland Publik: 100 |

|  | 5 april 2017 | Kina                      | 5–2                       | Nya Zeeland               | Paradice Botany Downs |                      |
|  |              | (1–1, 1–1, 3–0) Summering | (1–1, 1–1, 3–0) Summering | (1–1, 1–1, 3–0) Summering | Auckland Publik: 450  | Auckland Publik: 450 |
|  |              |                           |                           |                           | Auckland Publik: 450  | Auckland Publik: 450 |
|  |              |                           |                           |                           | Auckland Publik: 450  | Auckland Publik: 450 |
|  |              |                           |                           |                           | Auckland Publik: 450  | Auckland Publik: 450 |
|  |              |                           |                           |                           | Auckland Publik: 450  | Auckland Publik: 450 |
|  |              |                           |                           |                           | Auckland Publik: 450  | Auckland Publik: 450 |

|  | 7 april 2017 | Kina                      | 8–3                       | Nordkorea                 | Paradice Botany Downs |                      |
|  |              | (6–1, 1–1, 1–1) Summering | (6–1, 1–1, 1–1) Summering | (6–1, 1–1, 1–1) Summering | Auckland Publik: 100  | Auckland Publik: 100 |
|  |              |                           |                           |                           | Auckland Publik: 100  | Auckland Publik: 100 |
|  |              |                           |                           |                           | Auckland Publik: 100  | Auckland Publik: 100 |
|  |              |                           |                           |                           | Auckland Publik: 100  | Auckland Publik: 100 |
|  |              |                           |                           |                           | Auckland Publik: 100  | Auckland Publik: 100 |
|  |              |                           |                           |                           | Auckland Publik: 100  | Auckland Publik: 100 |

|  | 7 april 2017 | Mexiko                    | 0–1                       | Turkiet                   | Paradice Botany Downs |                      |
|  |              | (0–1, 0–0, 0–0) Summering | (0–1, 0–0, 0–0) Summering | (0–1, 0–0, 0–0) Summering | Auckland Publik: 100  | Auckland Publik: 100 |
|  |              |                           |                           |                           | Auckland Publik: 100  | Auckland Publik: 100 |
|  |              |                           |                           |                           | Auckland Publik: 100  | Auckland Publik: 100 |
|  |              |                           |                           |                           | Auckland Publik: 100  | Auckland Publik: 100 |
|  |              |                           |                           |                           | Auckland Publik: 100  | Auckland Publik: 100 |
|  |              |                           |                           |                           | Auckland Publik: 100  | Auckland Publik: 100 |

|  | 7 april 2017 | Israel                    | 2–5                       | Nya Zeeland               | Paradice Botany Downs |                      |
|  |              | (1–3, 0–2, 1–0) Summering | (1–3, 0–2, 1–0) Summering | (1–3, 0–2, 1–0) Summering | Auckland Publik: 500  | Auckland Publik: 500 |
|  |              |                           |                           |                           | Auckland Publik: 500  | Auckland Publik: 500 |
|  |              |                           |                           |                           | Auckland Publik: 500  | Auckland Publik: 500 |
|  |              |                           |                           |                           | Auckland Publik: 500  | Auckland Publik: 500 |
|  |              |                           |                           |                           | Auckland Publik: 500  | Auckland Publik: 500 |
|  |              |                           |                           |                           | Auckland Publik: 500  | Auckland Publik: 500 |

|  | 9 april 2017 | Turkiet                   | 2–7                       | Kina                      | Paradice Botany Downs |                      |
|  |              | (1–2, 0–2, 1–3) Summering | (1–2, 0–2, 1–3) Summering | (1–2, 0–2, 1–3) Summering | Auckland Publik: 100  | Auckland Publik: 100 |
|  |              |                           |                           |                           | Auckland Publik: 100  | Auckland Publik: 100 |
|  |              |                           |                           |                           | Auckland Publik: 100  | Auckland Publik: 100 |
|  |              |                           |                           |                           | Auckland Publik: 100  | Auckland Publik: 100 |
|  |              |                           |                           |                           | Auckland Publik: 100  | Auckland Publik: 100 |
|  |              |                           |                           |                           | Auckland Publik: 100  | Auckland Publik: 100 |

|  | 9 april 2017 | Nordkorea                 | 2–9                       | Israel                    | Paradice Botany Downs |                      |
|  |              | (0–1, 1–6, 1–2) Summering | (0–1, 1–6, 1–2) Summering | (0–1, 1–6, 1–2) Summering | Auckland Publik: 100  | Auckland Publik: 100 |
|  |              |                           |                           |                           | Auckland Publik: 100  | Auckland Publik: 100 |
|  |              |                           |                           |                           | Auckland Publik: 100  | Auckland Publik: 100 |
|  |              |                           |                           |                           | Auckland Publik: 100  | Auckland Publik: 100 |
|  |              |                           |                           |                           | Auckland Publik: 100  | Auckland Publik: 100 |
|  |              |                           |                           |                           | Auckland Publik: 100  | Auckland Publik: 100 |

|  | 9 april 2017 | Nya Zeeland               | 4–2                       | Mexiko                    | Paradice Botany Downs |                      |
|  |              | (2–0, 1–2, 1–0) Summering | (2–0, 1–2, 1–0) Summering | (2–0, 1–2, 1–0) Summering | Auckland Publik: 518  | Auckland Publik: 518 |
|  |              |                           |                           |                           | Auckland Publik: 518  | Auckland Publik: 518 |
|  |              |                           |                           |                           | Auckland Publik: 518  | Auckland Publik: 518 |
|  |              |                           |                           |                           | Auckland Publik: 518  | Auckland Publik: 518 |
|  |              |                           |                           |                           | Auckland Publik: 518  | Auckland Publik: 518 |
|  |              |                           |                           |                           | Auckland Publik: 518  | Auckland Publik: 518 |

|  | 10 april 2017 | Israel                    | 5–0                       | Turkiet                   | Paradice Botany Downs |                      |
|  |               | (1–0, 1–0, 3–0) Summering | (1–0, 1–0, 3–0) Summering | (1–0, 1–0, 3–0) Summering | Auckland Publik: 101  | Auckland Publik: 101 |
|  |               |                           |                           |                           | Auckland Publik: 101  | Auckland Publik: 101 |
|  |               |                           |                           |                           | Auckland Publik: 101  | Auckland Publik: 101 |
|  |               |                           |                           |                           | Auckland Publik: 101  | Auckland Publik: 101 |
|  |               |                           |                           |                           | Auckland Publik: 101  | Auckland Publik: 101 |
|  |               |                           |                           |                           | Auckland Publik: 101  | Auckland Publik: 101 |

|  | 10 april 2017 | Kina                      | 4–3                       | Mexiko                    | Paradice Botany Downs |                      |
|  |               | (2–0, 2–3, 0–0) Summering | (2–0, 2–3, 0–0) Summering | (2–0, 2–3, 0–0) Summering | Auckland Publik: 103  | Auckland Publik: 103 |
|  |               |                           |                           |                           | Auckland Publik: 103  | Auckland Publik: 103 |
|  |               |                           |                           |                           | Auckland Publik: 103  | Auckland Publik: 103 |
|  |               |                           |                           |                           | Auckland Publik: 103  | Auckland Publik: 103 |
|  |               |                           |                           |                           | Auckland Publik: 103  | Auckland Publik: 103 |
|  |               |                           |                           |                           | Auckland Publik: 103  | Auckland Publik: 103 |

|  | 10 april 2017 | Nya Zeeland               | 8–1                       | Nordkorea                 | Paradice Botany Downs |                      |
|  |               | (2–1, 4–0, 2–0) Summering | (2–1, 4–0, 2–0) Summering | (2–1, 4–0, 2–0) Summering | Auckland Publik: 407  | Auckland Publik: 407 |
|  |               |                           |                           |                           | Auckland Publik: 407  | Auckland Publik: 407 |
|  |               |                           |                           |                           | Auckland Publik: 407  | Auckland Publik: 407 |
|  |               |                           |                           |                           | Auckland Publik: 407  | Auckland Publik: 407 |
|  |               |                           |                           |                           | Auckland Publik: 407  | Auckland Publik: 407 |
|  |               |                           |                           |                           | Auckland Publik: 407  | Auckland Publik: 407 |